# جيمس ماداو
جيمس ماداو (بالإنجليزية: James Madio)‏ هو ممثل أمريكي، ولد في 22 نوفمبر 1975 بذا برونكس في الولايات المتحدة.

## أعمال

### أفلام
- (1991) هوك الانتقام من الكابتن هوك[4][5][6]
- (1995) مذكرات كرة السلة
- (2014) جيرسي بويز[7][8]

### مسلسلات
- جاغ
- ميامي
- كاسل
- كولد كيس

## وصلات خارجية
- جيمس ماداو على موقع IMDb (الإنجليزية)
- جيمس ماداو على موقع ألو سيني (الفرنسية)
- جيمس ماداو على موقع أول موفي (الإنجليزية)
- جيمس ماداو على موقع قاعدة بيانات الأفلام السويدية (السويدية)
- جيمس ماداو على موقع قاعدة بيانات الفيلم (الإنجليزية)
- جيمس ماداو على موقع كينوبويسك (الروسية)